# Get Up Sequences Part Two
Get Up Sequences Part Two è il settimo album in studio del gruppo musicale britannico The Go! Team, pubblicato nel 2023.

## Tracce
1. Look Away, Look Away – 3:45
2. Divebomb – 3:22
3. Getting to Know (All the Ways We're Wrong for Each Other) – 3:51
4. Stay and Ask Me in a Different Way – 3:16
5. The Me Frequency – 3:56
6. Whammy-O – 2:59
7. But We Keep On Trying – 3:25
8. Sock It to Me – 3:23
9. Going Nowhere – 2:00
10. Gemini – 2:43
11. Train Song – 4:17
12. Baby – 5:41

## Formazione
- Sam Dook – chitarra
- Jaleesa Gemerts – batteria, percussioni
- Niadzi Muzira – chitarra, voce, percussioni
- Ninja – voce, batteria
- Ian Parton – voce, chitarra
- Deanna Wilhelm – tromba, voce
- Adam Znaidi – basso